# Retaule de la Puríssima Concepció
El Retaule de la Puríssima Concepció és una escultura barroca realitzada per l'artista Agustí Pujol, amb la col·laboració de Gregori Farré i Ramón Borràs, de l'any 1623 al 1626. Va ser esculpida en fusta d'àlber policromada i actualment es conserva a l'església de Santa Maria de Verdú, Lleida. És un dels majors exponents de l'art del segle xvii en terres catalanes.

## Història
Realitzat per Agustí Pujol, el retaule va ser encarregat l'onze de juny de l'any 1623 per valor de quatre-centes lliures barcelonines, que es pagaren a mesura que es va anar construint l'altar fins que l'encàrrec va estar finalitzat, a través d'una petició especial del bisbat de Solsona impulsada a partir de les intencions del Visitador del mateix bisbat. El contracte va ser fet pels jurats Jaume Molner, Andreu Riber, Andreu Grenyó i Joan Colomes; s'hi establia que Pujol havia de fer l'altar "conforme la trassa te lliurada i donada a dits senyors jurats", "a més li faran prometre que ha de obrar la peanya de pedra", "fer i obrar tot lo demés de dit Retaule de fusta d'àlber bona i seca", i "assentar dit retaule en lo lloch on se li es designat que es en lo altar de St. Esteve". Els jurats, a canvi, li prometeren donar "la fusta que la present universitat i vila tenia aparellada d'àlber i preparada per a dita fàbrica", que l'haurien d'anar a buscar a tres "llegues entorn de la present vila de Verdú" i li prometen donar "morter i bastides". D'aquest tracte en foren testimonis Pere Miquel Ciurana, de Tàrrega, i Josep Puig "fabe lignario", de Montblanc. Tres anys després de l'encàrrec, el retaule ja estava al seu emplaçament actual a l'església de Santa Maria de Verdú.
Va ser policromat posteriorment pel daurador Gregori Farrer i enllestit el juliol del 1633. Del conjunt original del retaule, tan sols es conserven frisos i columnes, el baix relleu de l'Adoració dels pastors i el grup escultòric que el presideix, la Verge amb l'arbre de Jessé. La resta d'escenes varen ser realitzades pel tallista lleidatà Ramon Borràs, que esculpí les noves peces entre 1951 i 1961.
Durant la Guerra Civil espanyola va ser desmuntat per evitar la seva destrucció; malgrat tot, en va quedar una part i després va ser reconstruït. Parts d'aquest retaule van ser custodiades pels vilatans de Verdú i alguna d'aquestes encara no ha estat retornada.

## La Puríssima

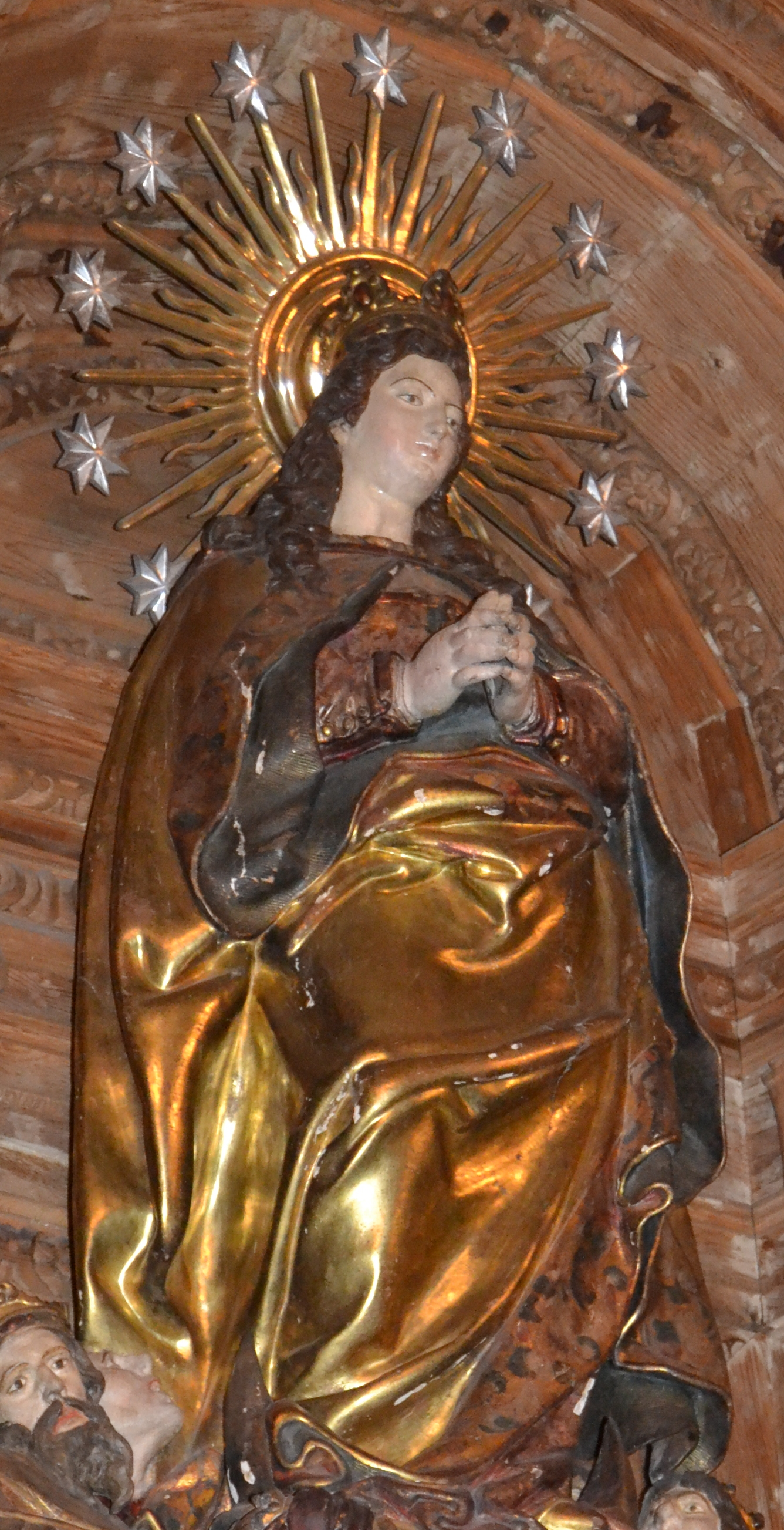
Purissima Concepció de Verdú

El papa Pius IX va emetre una butlla inefabilis Deus amb data del 8 de desembre de 1854, en la qual es donaven per tancades les diputes teològiques que, al llarg del temps, van girar entorn de la Immaculada Concepció de Maria. Aquesta butlla tancava anys de lluita per definir el dogma de la Immaculada.
De rostre serè, de perfils suaus, pòmuls rosats, a policromia de Gregori Farrer, mirada baixa i cabell llarg i ondulat, cenyit per la corona, la imatge mostra magnificència captant l'etern femení de dolçor i ingenuïtat. Les mans amb recolliment. Els plecs de la roba creen un ritme sinuós. Vesteix a la manera cortesa, coberta amb un mantell sostingut per un cenyidor. Va coronada i nimbada.

## Somni de Jessé

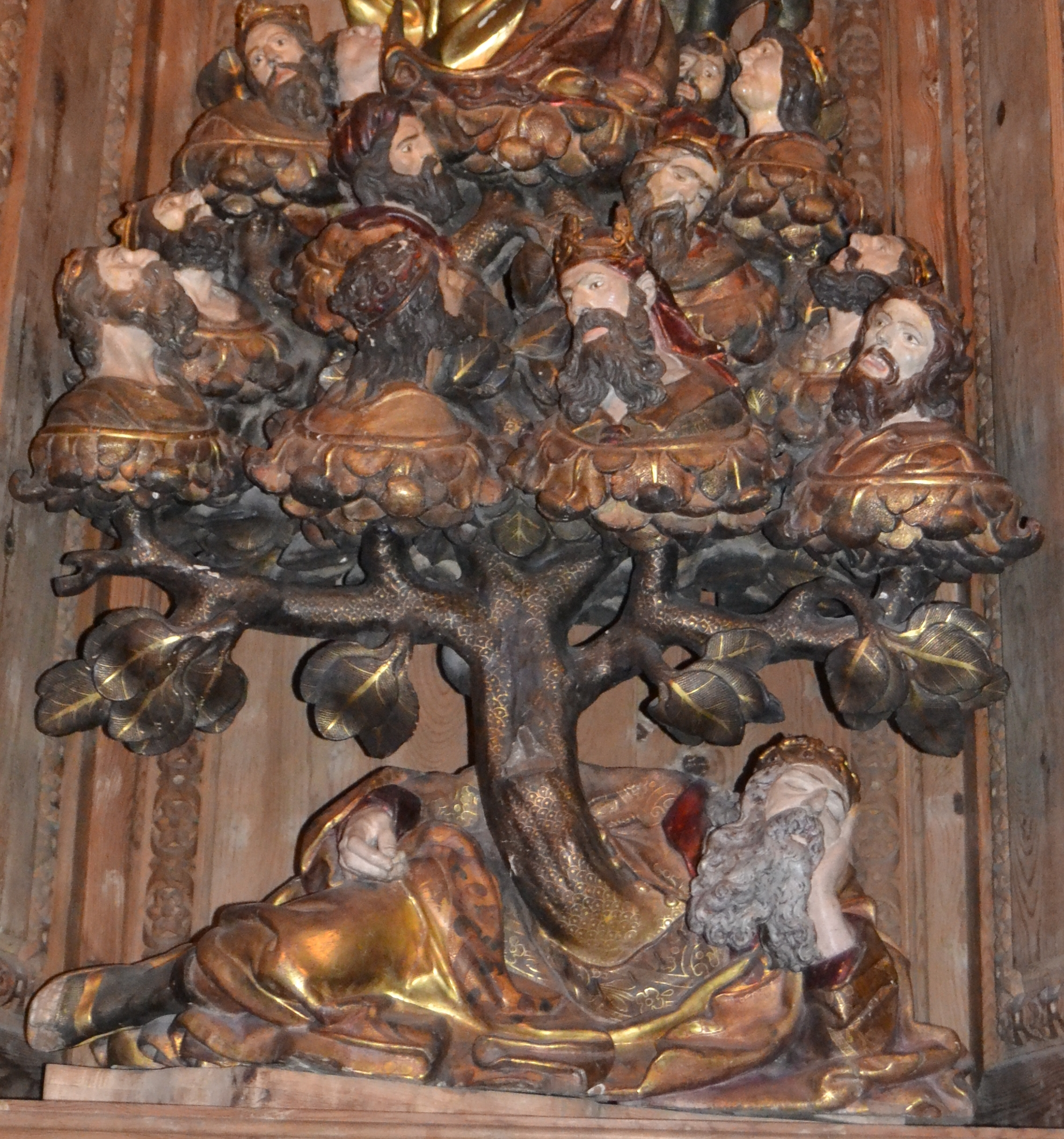
Representació del Somni de Jessé amb l'arbre genealògic de Verdú

La iconografia de la immaculada ha tingut, al llarg de la història, moltes adaptacions. Els antecedents cal buscar-los en la història de l'arbre de Jessé, representat sota la Puríssima servint-li de peanya. Aquest relat s'extreu de les profecies d'Isaïes (11, 1), quan diu “i sortirà un tronc d'arrel de Jessé i de la seva arrel brollarà una flor”. A la base, Jessé, pare del Rei David, sumit en el son, del seu cor neix, en forma d'arbre, l'arbre genealògic.

## Rei David

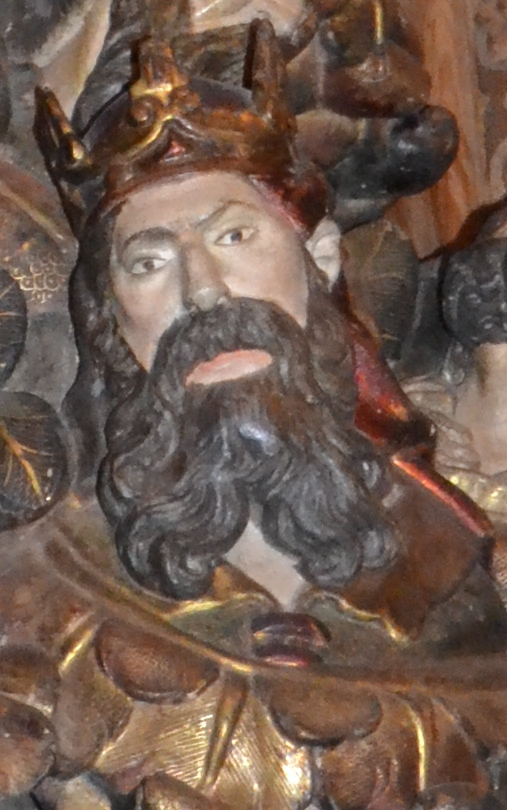
Bust del Rei David en el retaule de Verdú

Dins l'arbre genealògic que surt del pit de Jessé, estan representats de forma individual a partir de bustos 12 personatges corresponents a les 12 tribus d'Israel, entre elles, el Rei David. La bellesa de les figures és realçada per la policromia i pel contrast entre el verd del fullatge de l'arbre i el daurat de les mateixes figures.

## Relleus
L'adoració dels Pastors

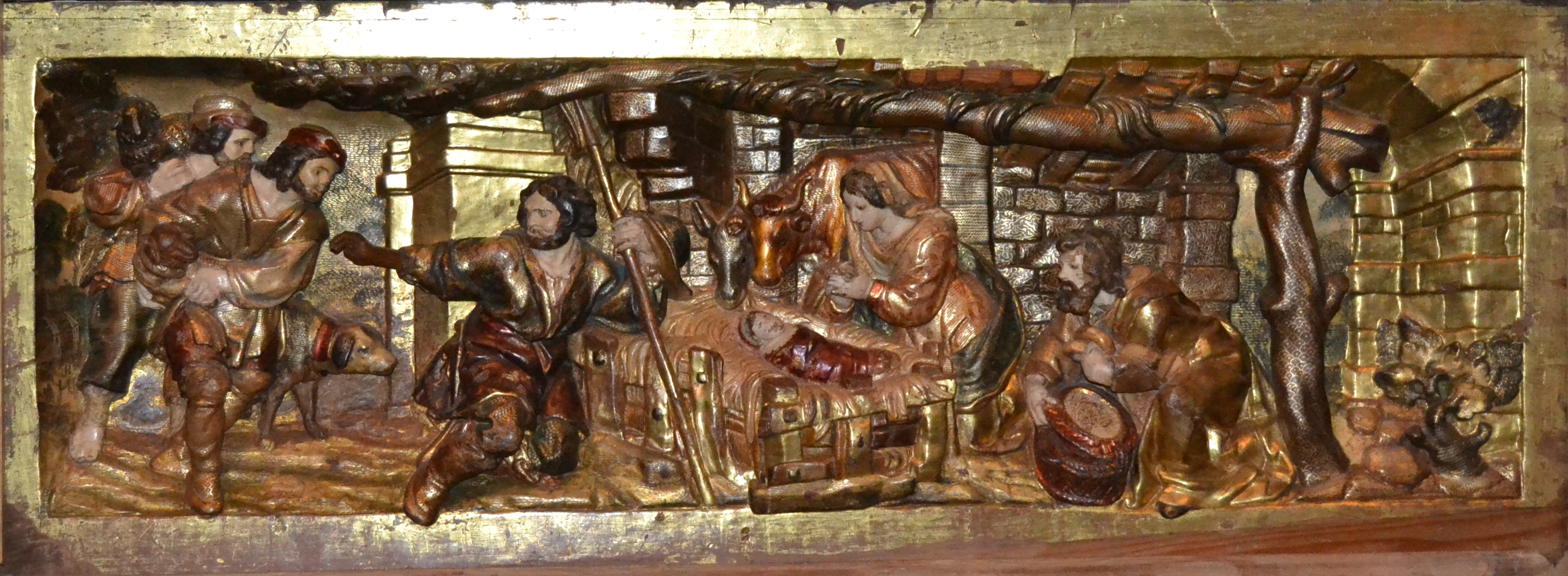
Relleu de l'adoració dels Pastors de Verdú

És un relleu policromat on podem veure, com diu el mateix nom, l'escena de l'Adoració dels Pastors.
Ens diu l'evangelista Lluc (2, 8-20) que va ser el primer a tractar el tema, com uns àngels enunciaren als pastors de l'entorn el naixement del Messies. L'escena recull el moment en què els pastors van adorar el Nen embolcallat, seguint la tradició romana d'Orient. Disposat sobre una menjadora, és adorat per Maria, mentre Josep possiblement renta els bolquers.
Un pastor en genuflexió presenta la resta de pastors, portadors d'obsequis al nounat.
Es tracta d'una escena costumista en què els elements arquitectònics estan definits amb un embigat de fusta i marcats carreus. L'ase i el bou testimonien l'esdeveniment.
La Pentecosta
És un tema que present molts vincles amb la vinguda de l'Esperit Sant. De fet, es tracta d'una instantània. Aquest tema queda recollit en el llibre dels Fets dels Apòstols, escrit per sant Lluc. La Mare de Déu presideix l'escena rodejada del conjunt del col·legi apostòlic.
La Visitació
És una talla de fusta sense envernissar ni policromar. Aquest plafó recull l'escena de la Visitació, resseguint el relat de sant Lluc (1, 36-37). Ens diu que la Verge va acudir a felicitar a la seva cosina Isabel després d'un llarg viatge de cinc dies amb mula. L'escena recull l'afectuós encontre de les dues cosines.
En els relleus del retaule de la Puríssima
Obra del tallista Ramon Borràs. L'absència de color ressalta encara més la puresa de les línies, dels volums i de les perspectives, com podem observar en el Fust de Columna, relleu que reprodueix l'original, destruït durant la Guerra Civil Espanyola. El fust acull un nodrit i ric repertori ornamental d'elements florals, volutes i tiges cargolades amb figura central.

## Escut de Verdú

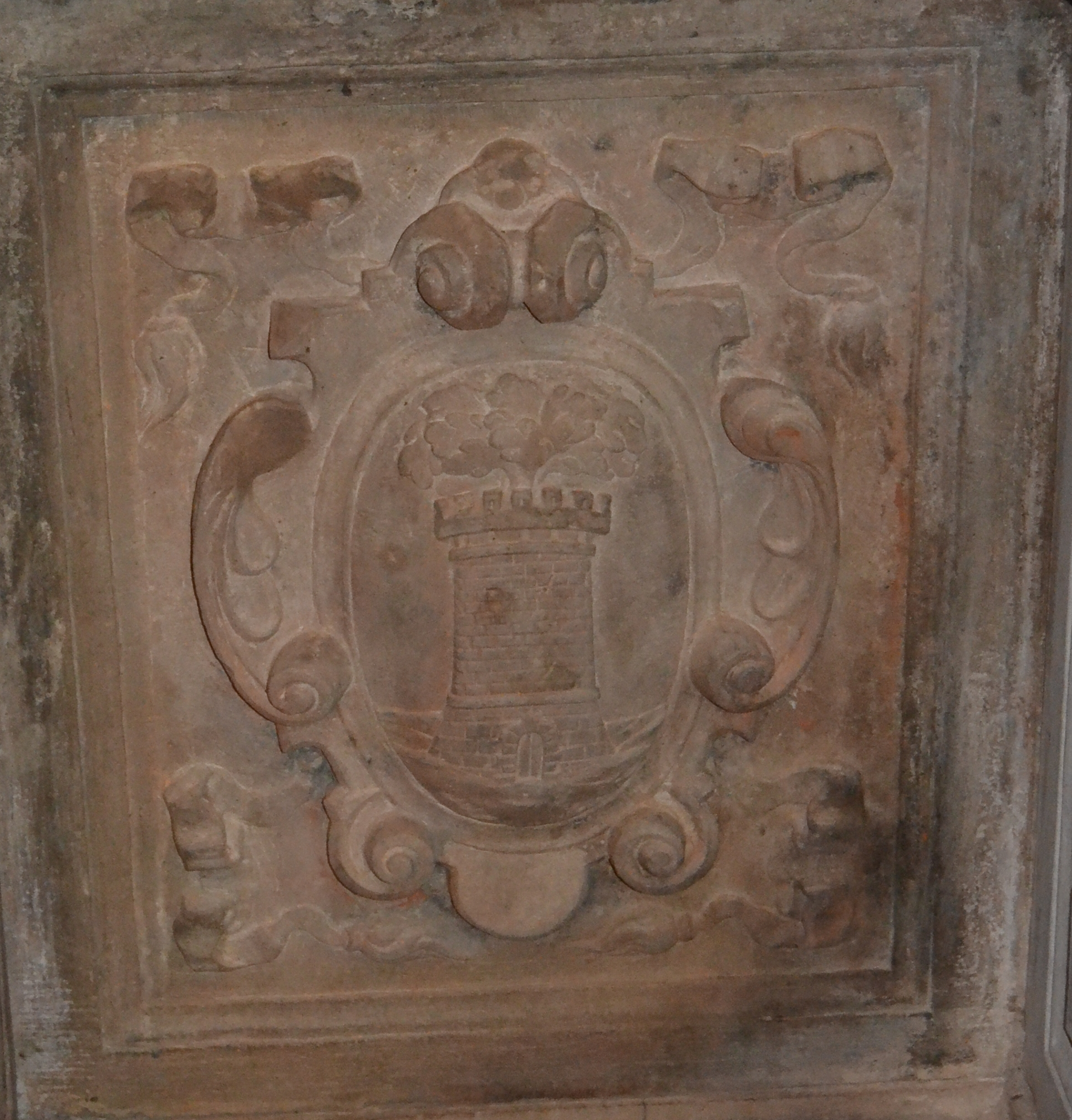
Escut de Verdú en pedra

Tallat a la pedra, l'escut de Verdú, per a la decoració de les cartel·les, no hi ha dubte que respon a un model d'època moderna.

## Sants

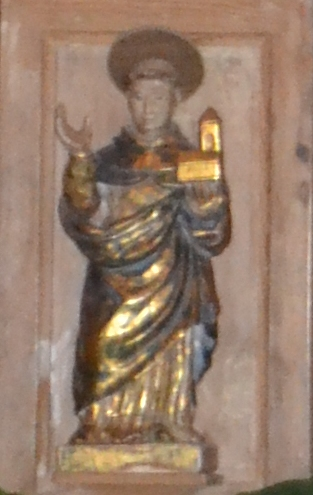
Imatge d'un dels Sants representats en el retaule de Verdú

Ubicats al retaule de la Puríssima sense tenir-hi res a veure, aquests tres sants formaven un conjunt de quatre. Van ser recollits a les golfes de l'Escola Pia de Tàrrega i portats a Verdú sense saber-ne la seva procedència original. Aquest conjunt de talles de fusta dels segles XVII i xviii responent a un moment d'exaltació dels ordes religiosos.
Sobre una petita peanya, dos sants vesteixen hàbit de l'Orde dels Dominics decorat amb daurats, per sobre porten una ampul·losa cada
 i esclavina policromada, que imita el teixit de domàs. La mà dreta enlairada en actitud de prèdica i l'altra sostenint un llibre tancat. Aquesta fusta ha perdut part de la policromia original.
Per altra banda, el sant restant, amb les mateixes característiques que els anteriorment descrits, de rostre jove i imberbe, recull amb la mà esquerra el seu mantell mentre que amb la dreta sosté un llibre obert.